# Žanna Keller
Žanna Vjaceslavovna Keller (in russo Жанна Вячеславовна Келлер?; Dzeržinsk, 3 febbraio 1971) è un'ex cestista russa, fino al 1991 sovietica.

## Carriera
Con la Russia ha disputato i Campionati europei del 1995, vincendo la medaglia di bronzo.